# 2019 en Israël
Chronologie d'Israël (en)
- 2015
- 2016
- 2017
- 2018
- 2019
- 2020
- 2021
- 2022
- 2023

Cette page concerne les évènements survenus en 2019 en Israël  :

## Évènement
- 7 février : Meurtre d'Ori Ansbacher (en) (découverte du corps)
- 30 mars 2018-27 décembre : Marche du retour
- 13-14 février : Conférence de Varsovie « visant à promouvoir un avenir de paix et de sécurité au Moyen-Orient ».
- 14 mars : Attaque de roquette à Tel Aviv (en)
- 25 mars : Reconnaissance par les États-Unis des hauteurs du Golan comme faisant partie d'Israël (en)
- avril : Affaire Naama Issachar (en)
- 3-6 mai : Affrontements Gaza-Israël (en)
- 9 avril : Élections législatives
- juillet : Affaire de viol collectif à Chypre (en) par un groupe de douze touristes israéliens.
- 3 juillet : Manifestation de 2019 des juifs éthipiens (en)
- 6 août : Lancement du satellite AMOS-17 (en)
- 16 août : Attaque à la voiture bélier à Gush Etzion (en)
- 25 août : Frappes de missiles en Syrie par la Force aérienne et spatiale israélienne.
- 17 septembre : Élections législatives
- 12-14 novembre : Affrontements Gaza-Israël (en)
- 25 novembre : Frappes de missiles en Syrie (en) par la Force aérienne et spatiale israélienne.

## Sport
- Saison 2019 de l'équipe cycliste Israel Cycling Academy
- Championnat d'Israël de football 2018-2019
- Championnat d'Israël de football 2019-2020
- 13-21 juillet : Organisation des Championnats d'Europe masculin de basket-ball des moins de 20 ans à Tel-Aviv.
- Création du club de football Hapoel Ironi Safed F.C. (en)

## Culture
- 14-18 mai : Organisation du concours Eurovision de la chanson à Tel-Aviv.

### Sortie de film
- Esau
- Incitement
- Né à Jérusalem (et toujours vivant)
- The Operative
- Spider in the Web
- Synonymes

## Création
- Bleu et blanc (coalition)
- Union démocratique (alliance politique)

## Dissolution - Fermeture
- Aéroport d'Eilat (en)
- Giraffic (en)
- Union sioniste (coalition politique)

## Décès
- Moshe Arens, ingénieur en aéronautique.
- Gueoulah Cohen, journaliste et personnalité politique.
- Yechiel Eckstein (en), rabbin.
- Micha Lindenstrauss (en), juge.
- Michael Nudelman (en), personnalité politique.
- Herbert Pundik (en), journaliste et écrivain.
- Meshulam Riklis, homme d'affaires.
- Yosef Sorinov (en), footballeur.